# Musée Guimet
Musée Guimet (Guimetovo muzeum), celým názvem Musée national des Arts asiatiques – Guimet (Národní muzeum asijského umění – Guimet) je muzeum, které se nachází v 16. obvodu na Place d'Iéna v Paříži a zaměřuje se na asijské umění.

## Historie
Muzeum založil roku 1889 lyonský továrník Émile Guimet pro svou sbírku egyptského, asijského a antického umění. Už za jeho života se muzeum zaměřilo převážně na umění Asie. Od roku 1927 spadá muzeum pod Správu francouzských muzeí a bylo obohaceno o další exponáty z jiných muzeí. Roku 1945 byla egyptská část sbírky přesunuta do Louvru.

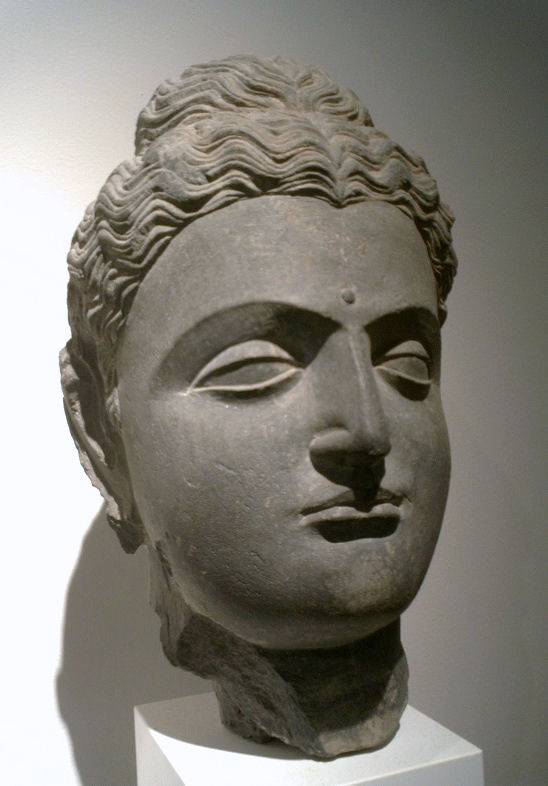
Hlava Buddhy

## Sbírky
Rozdělení sbírek:
- Afghánské a pákistánské umění
- Himálajské umění – kolem 1600 exponátů
- Umění jihovýchodní Asie
- Umění střední Asie
- Čínské umění – kolem 20 000 exponátů
- Korejské umění – kolem 1000 exponátů
- Indické umění
- Japonské umění – kolem 11 000 exponátů
- Sbírka knih a dokumentů – přes 100 000 dokumentů
- Archiv fotografií – založen roku 1920
- Archiv nahrávek

## Fotografická sbírka

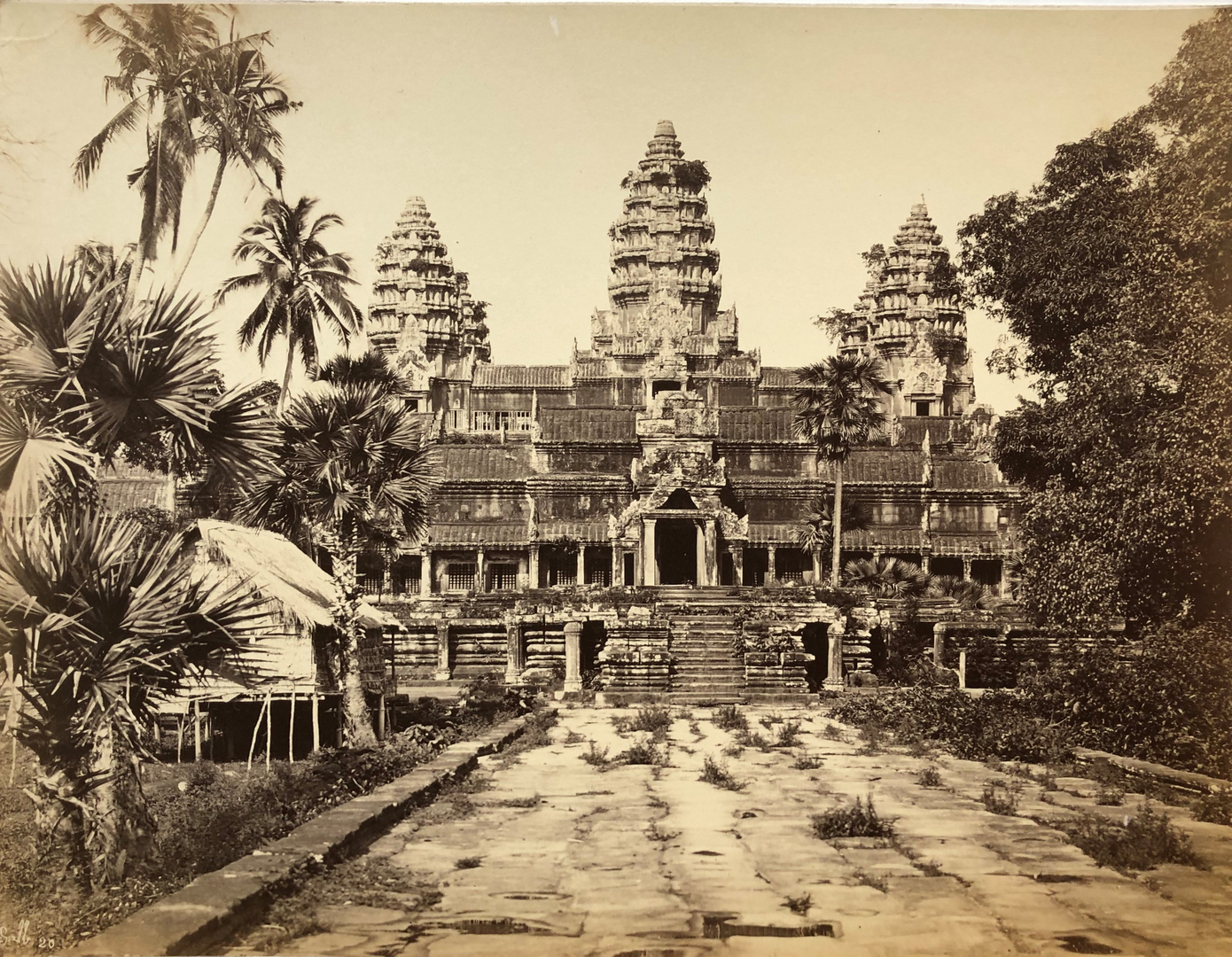
Émile Gsell: Pohled na centrální galerie a věže Angkor Vat, Siam (nyní v Kambodži), 1866, albuminový tisk

Fotografické archivy muzea uchovávají také reprodukce muzejních děl v chronologii jejich prezentace, ale především velkou sbírku fotografií cestujících fotografů, jejichž snímky často svědčí o kvalitách významných profesionálních fotografů z raných dob fotografování. Byly pořízeny na Středním východě, v Indii a na Dálném východě. Zejména Samuel Bourne  (1834–1912), Felice Beato (asi 1825–1908) nebo Émile Gsell (1838–1879): tyto staré fotografie odhalují estetické pohledy na krajiny, místa a architekturu v Asii, ale také bezpočet portrétů a scén každodenního života, jejichž etnografická, sociální a historická hodnota je mezi odborníky uznávána. Francouzské archeologické mise v Číně (Édouard Chavannes, Paul Pelliot a Victor Segalen) nebo v Afghánistánu (Alfred Foucher nebo Joseph Hackin) navíc nabízejí další perspektivu více zaměřenou na detail, poskytují informace o podmínkách archeologických prací a ukazují návštěvníkům mistrovská díla z doby jejich objevení, kdy se vynořovala z písku pouště Sin-ťiang.